# HD183857
HD183857 — хімічно пекулярна зоря спектрального класу F2, що має видиму зоряну величину в смузі V приблизно  7,6.
Вона  розташована на відстані близько 500,2 світлових років від Сонця.